# Herluin de Chignin
Pour les articles homonymes, voir Chignin (homonymie).
Herluin dit de Chignin est un archevêque-comte de Tarentaise de la première moitié du XIIIe siècle. Il est peut-être issu de l'une des familles de Chignin.

## Biographie
Son origine et son nom de famille sont inconnus, mais l'historien-abbé Joseph-Antoine Besson (1717-1763) indique qu'il aurait eu pour neveu un Aymon, fils de Willerme de Chignin. Amédée de Foras le mentionne dans la notice consacrée à la famille de Chignin de son Armorial, sans autre précision, reprenant seulement Besson. Besson indique également qu'il aurait pu être prieur de Saint-Ours, « ce qui n'est pas certain » précise-t-il,. Il serait un chanoine d'Aoste succédant aux trois derniers chartreux à la tête de l'archevêché de Tarentaise.
Il est mentionné pour la première fois comme archevêque dans un document du 12 septembre 1224. Il est mentionné également lors du traité de paix, datant de cette même année, signé entre le comte de Savoie, Thomas, et l'évêque de Sion, Landri de Mont.
Des tensions existent avec le seigneur de Beaufort, à propos du pouvoir juridictionnel sur la vallée de Luce (Beaufortain),. Une transaction est signée le 7 février 1225. Guillaume de Beaufort doit reconnaître que « l'archevêque possédait en domaine direct le territoire compris, comme on l'a dit plus haut, entre le Doron, l'Argentine et le bois des Avesnières ». Il se reconnaît à cette occasion comme le vassal de l'archevêque.
En 1226, les pouvoirs sur la vallée de la Tarentaise de l'archevêque sont confirmés par le pape Honorius III et l'Empereur Frédéric II face aux prétentions du comte de Savoie.